# Agota (ungarischer Vorname)
Agota bzw. Ágota ist ein zumeist weiblicher Vorname.

## Herkunft und Bedeutung
Der weibliche Name ist eine ungarische Form von Agathe. Eine weitere ungarische Variante ist Ági.

## Bekannte Namensträgerinnen
- Ágota Bauer (* 1986), ungarische Fußballspielerin
- Ágota Bujdosó (1943–2025), ungarische Handballspielerin
- Ágota Dimén (* 1985), rumänische Schauspielerin und Komikerin
- Ágota Kristóf (1935–2011), ungarisch-schweizerische Schriftstellerin